# Портянурское сельское поселение
Портянурское сельское поселение — муниципальное образование (сельское поселение) в составе Параньгинского района Марий Эл Российской Федерации.
Административный центр поселения — деревня Портянур.

## История
Статус и границы сельского поселения установлены Законом Республики Марий Эл от 18 июня 2004 года № 15-З «О статусе, границах и составе муниципальных районов, городских округов в Республике Марий Эл».

## Население
| 2010  | 2011  | 2012  | 2013  | 2014  | 2015  | 2016  |
| ----- | ----- | ----- | ----- | ----- | ----- | ----- |
| 1319  | ↘1314 | ↘1275 | ↘1246 | ↘1199 | ↗1200 | ↗1204 |
| 2017  | 2018  | 2019  | 2020  | 2021  | 2023  |       |
| ↘1201 | ↘1148 | ↘1106 | ↘1071 | ↘1017 | ↘1015 |       |

## Состав поселения
В состав сельского поселения входят 2 деревни:
| № | Населённый пункт | Тип населённого пункта          | Население |
| - | ---------------- | ------------------------------- | --------- |
| 1 | Ирнур            | деревня                         | 500       |
| 2 | Портянур         | деревня, административный центр | 819       |